# Xã Ward, Quận Yell, Arkansas
Xã Ward (tiếng Anh: Ward Township) là một xã thuộc quận Yell, tiểu bang Arkansas, Hoa Kỳ. Năm 2010, dân số của xã này là 1.841 người.